# Lokale Groep
De Lokale Groep is de groep van sterrenstelsels waartoe ook de Melkweg behoort. In totaal bevat de Lokale Groep meer dan 40 sterrenstelsels; de diameter is ongeveer 10 miljoen lichtjaar.
Tot de Lokale Groep behoren twee grotere spiraalvormige sterrenstelsels, namelijk de Melkweg en de Andromedanevel, die elk met een aantal kleinere sterrenstelsels een eigen subgroep in het systeem uitmaken. Het op twee na grootste sterrenstelsel, de Driehoeknevel, vormt mogelijk een eigen subgroep, maar is waarschijnlijk toch een begeleider van de Andromedanevel.
De naaste buurstelsels zijn het pas in 2003 ontdekte Canis Major-dwergstelsel, de Sagittarius Dwarf Elliptical Galaxy (SagDEG, ontdekt in 1994; niet te verwarren met SagDIG) en twee satellietstelsels van de Melkweg, de Grote en de Kleine Magelhaense Wolk. Deze hebben een wolkachtige structuur en zien er dus anders uit dan de Melkweg met zijn spiraalarmen.
De Lokale Groep vormt met een tiental andere soortgelijke groepen van sterrenstelsels een wolk, die de naam draagt van Canes Venatici, naar het sterrenbeeld Jachthonden in welke richting deze wolk ligt. De wolk heeft een vorm van een platte schijf van 650.000 lichtjaar dik en 46 miljoen lichtjaar in diameter. Deze wolk maakt met meerdere soortgelijke wolken en de Virgocluster deel uit van de Virgosupercluster.

## Samenstellende sterrenstelsels

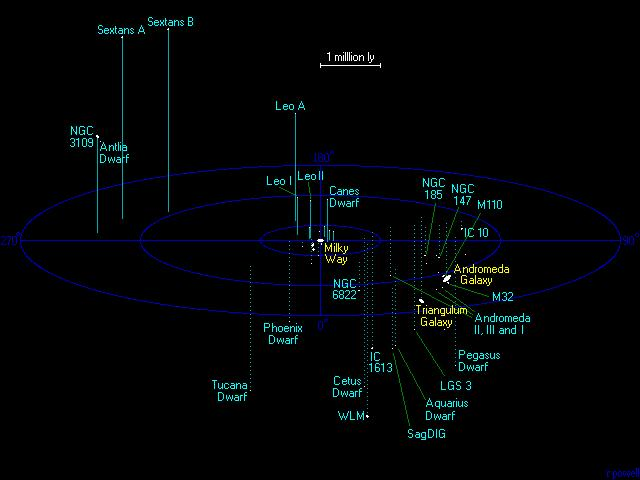
Kaart van de Lokale Groep van sterrenstelsels. Maat: 1 million ly = 1 miljoen lichtjaar.

|                                | naam                                                                             | foto                           | type volgens de Hubble-classificatie | sterrenbeeld                   | afstand × 106 lj               | absolute helderheid MV of LichtkrachtV in 107 Lzon | galactische lengte {\displaystyle l} (graden) | galactische breedte {\displaystyle b} (graden) | opmerkingen uit Engelstalige wikipedia |
| Spiraalvormige sterrenstelsels | Spiraalvormige sterrenstelsels                                                   | Spiraalvormige sterrenstelsels | Spiraalvormige sterrenstelsels       | Spiraalvormige sterrenstelsels | Spiraalvormige sterrenstelsels | Spiraalvormige sterrenstelsels                     | Spiraalvormige sterrenstelsels                | Spiraalvormige sterrenstelsels                 | Spiraalvormige sterrenstelsels |
| ------------------------------ | -------------------------------------------------------------------------------- | ------------------------------ | ------------------------------------ | ------------------------------ | ------------------------------ | -------------------------------------------------- | --------------------------------------------- | ---------------------------------------------- | --- |
| 1                              | Andromedanevel (M31, NGC 224)                                                    |                                | SA(s)b                               | Andromeda                      | 2,54                           | -21,1                                              | 121                                           | -22                                            | Grootste sterrenstelsel in de groep |
| 2                              | Melkweg                                                                          |                                | SBbc                                 | Boogschutter                   | 0,026 centrum                  | -20,6                                              | 0                                             | 0                                              | Op een na grootste, maar mogelijk zwaarste sterrenstelsel in de groep                                                                           |
| 3                              | Driehoeknevel (M33, NGC 598)                                                     |                                | SA(s)cd                              | Driehoek                       | 2,85                           | -18,9                                              | 134                                           | -31                                            | Verst verwijderde object dat nog met het blote oog is waar te nemen                                                                             |
| Elliptische sterrenstelsels    |                                                                                  |                                |                                      |                                |                                |                                                    |                                               |                                                | |
| 4                              | Sagittarius elliptisch/sferoïdaal dwergstelsel (SagDEG)                          |                                | dE, dSph                             | Boogschutter                   | 0,065                          | Lv 7 = 8                                           | 6                                             | -14                                            | Satellietstelsel van de Melkweg |
| 5                              | Messier 32 (M32, NGC 221)                                                        |                                | cE2                                  | Andromeda                      | 2,49                           | -16,3                                              | 121                                           | -22                                            | Satellietstelsel van de Andromedanevel |
| 6                              | Messier 110 (M110, NGC 205)                                                      |                                | E5p                                  | Andromeda                      | 2,66                           | -16,3                                              | 121                                           | -21                                            | Satellietstelsel van de Andromedanevel |
| Onregelmatige sterrenstelsels  |                                                                                  |                                |                                      |                                |                                |                                                    |                                               |                                                | |
| 7                              | Canis Major-dwergstelsel (PGC 5065047)                                           |                                | Irr                                  | Grote Hond                     | 0,025                          |                                                    | 240                                           | 8                                              | Meest nabije satellietstelsel van de Melkweg, op slechts 25.000 lj van de Zon, ontdekt in 2003                                                  |
| 8                              | Grote Magelhaense Wolk (LMC)                                                     |                                | Irr/SB(s)m                           | Goudvis                        | 0,170                          | -18,1                                              | 280                                           | -33                                            | Satellietstelsel van de Melkweg |
| 9                              | Kleine Magelhaense Wolk (SMC, NGC 292)                                           |                                | SB(s)m pec                           | Toekan                         | 0,210                          | -16,2                                              | 303                                           | -44                                            | Satellietstelsel van de Melkweg |
| 10                             | Fornax-dwergstelsel (E356-G04)                                                   |                                | dSph/E2 of dE0                       | Oven                           | 0,46                           | -13,0                                              | 237                                           | -66                                            | Satellietstelsel van de Melkweg |
| 11                             | Phoenix-dwergstelsel (ESO 245-G 007, PGC 6830)                                   |                                | Irr                                  | Phoenix                        | 1,45                           | -9,9?                                              | 272                                           | -69                                            | Dwergstelsel |
| 12                             | Leo A (Leo III, DDO69)                                                           |                                | IBm V                                | Leeuw                          | 2,25                           | -11,7                                              | 197                                           | 52                                             | Geïsoleerd |
| 13                             | Pisces-dwergstelsel (LGS3)                                                       |                                | dIrr/dSph                            | Vissen                         | 2,51                           | -9,7                                               | 127                                           | -41                                            | Komt op ons af met 287 km/s. Zit in tussen dwerg-spheroïdaal en dwerg-onregelmatig. Satellietstelsel van M33.                                   |
| 14                             | IC 10 (UGC 192, MCG +10-01-001, PGC 1305)                                        |                                | KBm of Ir+                           | Cassiopeia                     | 2,69                           | -17,6                                              | 119                                           | -3                                             | Komt op ons af met 350 km/s, is moeilijk te bestuderen omdat het in het (stoffige) vlak van de Melkweg ligt, mogelijk satelliet van M31         |
| 15                             | IC 1613 (UGC 668, DDO 8)                                                         |                                | IAB(s)m V                            | Walvis                         | 2,90                           | -14,9                                              | 130                                           | -61                                            | met RR Lyrae-sterren, zodat de afstand goed te bepalen is.                                                                                      |
| 16                             | Aquarius-dwergstelsel (DDO 210)                                                  |                                | IB(s)m                               | Waterman                       | 3,2                            | Lv 7 = 0,1                                         | 34                                            | -31                                            | Geïsoleerd |
| 17                             | Wolf–Lundmark–Melotte-sterrenstelsel (WLM, DDO 221)                              |                                | Ir+                                  | Walvis                         | > 4,50                         | -14,1                                              | 76                                            | -74                                            | Staat aan de rand van de Lokale Groep |
| 18                             | Sextans A (UGCA 205, DDO 75, PGC 29653)                                          |                                | Ir+V                                 | Sextant                        | > 4,50                         | -14,4                                              |                                               |                                                | Aan de rand van de Lokale Groep |
| 19                             | Sextans B (UGC 5373, DDO 70)                                                     |                                | Ir+IV-V                              | Sextant                        | > 4,50                         | -14,3                                              |                                               |                                                | Net buiten de Lokale Groep? |
| 20                             | NGC 3109 (UGCA 194, PGC 29128, DDO 236)                                          |                                | SB(s)m                               | Waterslang                     | 4,60                           | -15,8                                              |                                               |                                                | Staat zo ver weg dat dit stelsel misschien niet meer tot de Lokale Groep behoort                                                                |
| 21                             | NGC 6822 (DDO 209, Barnard's Galaxy)                                             |                                | dIrr                                 | Boogschutter                   | 1,6 (0,500 ?)                  | Lv7 10                                             | 25                                            | -18                                            | Hubble vond hier elf Cepheïden zodat de afstand bepaald kon worden, net als bij de Magelhaense wolken                                           |
| 22                             | NGC 185                                                                          |                                | dE                                   | Cassiopeia                     | 0,620 ?                        | Lv7 = 13                                           | 121                                           | -15                                            | Satellietstelsel van de Andromedanevel |
| 23                             | NGC 147 (DDO 3)                                                                  |                                | dE                                   | Cassiopeia                     | 0,760                          | Lv7 = 12                                           | 120                                           | -14                                            | Satellietstelsel van de Andromedanevel |
| 24                             | Pegasus dwergstelsel (DDO 216, UGC 12613, A2304, Pegasus Dwarf Irregular Galaxy) |                                | dIrr/dSph                            | Pegasus                        | 0,760                          | Lv 7 = 1                                           | 95                                            | -44                                            | Satellietstelsel van de Andromedanevel M31 |
| 25                             | SagDIG, Sagittarius Dwarf Irregular Galaxy                                       |                                | dIrr                                 | Boogschutter                   | 1,050                          | Lv 7 = 0,7                                         | 21                                            | -16                                            | Satellietstelsel van het Melkwegstelsel |
| 26                             | And I dwergstelsel (Andromeda I)                                                 |                                | dSph                                 | Andromeda                      | 0,790                          | Lv 7 = 0,5                                         | 122                                           | -25                                            | Satellietstelsel van de Andromedanevel, bevat een bolvormige sterhoop                                                                           |
| 27                             | And II dwergstelsel (Andromeda II)                                               |                                | dSph                                 | Andromeda                      | 0,680                          | Lv 7 = 0,2                                         | 129                                           | -29                                            | Satellietstelsel van de Andromedanevel |
| 28                             | And III dwergstelsel (Andromeda III)                                             |                                | dSph                                 | Andromeda                      | 0,760                          | Lv 7 = 0,1                                         | 119                                           | -26                                            | Satellietstelsel van de Andromedanevel |
| 29                             | And V dwergstelsel (Andromeda V)                                                 |                                | dSph                                 | Andromeda                      | 0,810                          | Lv 7 = 0,04                                        | 126                                           | -15                                            | Satellietstelsel van de Andromedanevel |
| 30                             | And VI/Peg (Peg dSph) (Andromeda VI)                                             |                                | dSph                                 | Andromeda                      | 0,775                          | Lv 7 = 0,3                                         | 106                                           | -36                                            | Satellietstelsel van de Andromedanevel |
| 31                             | And VII/Cas (Cassiopeia Dwarf) (Andromeda VII)                                   |                                | dSph                                 | Andromeda                      | 0,760                          | Lv 7 = 0,5                                         | 110                                           | -10                                            | Satellietstelsel van de Andromedanevel |
| 32                             | And IX dwergstelsel (Andromeda IX)                                               |                                | dSph                                 | Andromeda                      | 0,790                          | Lv 7 = 0,02                                        | 123                                           | -20                                            | Satellietstelsel van de Andromedanevel |
| 33                             | Andromeda XVIII, PGC 5056918                                                     |                                | dG                                   | Andromeda                      | 0,0044 ± 0,0003                | −10,41 ± 0,28                                      |                                               |                                                | Satellietstelsel van de Andromedanevel |
| 34                             | Leo I (DDO 74)                                                                   |                                | dSph                                 | Leeuw                          | 0,270                          | Lv 7 = 0,5                                         | 226                                           | 49                                             | Satellietstelsel van het Melkwegstelsel |
| 35                             | Sculptor dwergstelsel (E351-G30)                                                 |                                | dSph                                 | Beeldhouwer                    | 0,88                           | Lv 7 = 0,2                                         | 288                                           | -83                                            | Satellietstelsel van het Melkwegstelsel |
| 36                             | Aquarius (DDO 210) dwergstelsel                                                  |                                | dIrr/dSph                            | Waterman                       | 0,950                          | Lv 7 = 0,1                                         | 34                                            | -31                                            | De afstand werd bepaald met de methode van de rode reuzentak                                                                                    |
| 37                             | Cetus dwergstelsel                                                               |                                | dSph                                 | Walvis                         | 0,775                          | Lv 7 = 0,09                                        | 101                                           | -73                                            | geïsoleerd, met waarneembare rode reuzen |
| 38                             | Leo II (DDO 93)                                                                  |                                | dSph                                 | Leeuw                          | 0,205                          | Lv 7 = 0,06                                        | 220                                           | 67                                             | Satellietstelsel van het Melkwegstelsel |
| 39                             | Tucana dwergstelsel                                                              |                                | dSph                                 | Toekan                         | 0,870                          | Lv 7 = 0,06                                        | 323                                           | -47                                            | geïsoleerd, aan de andere kant van de Melkweg en aan de rand van Lokale Groep, na SagDIG het verste weg van het zwaartepunt van de Lokale Groep |
| 40                             | Draco (DDO 216 of 208?) Dra dSph                                                 |                                | dSph                                 | Draak                          | 0,080                          | Lv 7 = 0,05                                        | 86                                            | 35                                             | Satellietstelsel van het Melkwegstelsel |
| 41                             | Carina dwergstelsel                                                              |                                | dSph                                 | Kiel                           | 0,095                          | Lv 7 = 0,04                                        | 260                                           | -22                                            | Satellietstelsel van het Melkwegstelsel |
| 42                             | Ursa Minor (DDO 199)                                                             |                                | dSph                                 | Kleine Beer                    | 0,070                          | Lv 7 = 0,03                                        | 105                                           | 45                                             | Satellietstelsel van het Melkwegstelsel |
| 43                             | Ursa Major dwergstelsel Ursa Major I Dwerg                                       | foto                           | dSph                                 | Grote Beer                     | ~0,100                         | Lv 7 = 0,004                                       | -52                                           | 160                                            | Satellietstelsel van het Melkwegstelsel |
| 44                             | Ursa Major dwergstelsel Ursa Major II Dwerg                                      | foto                           | dSph                                 | Grote Beer                     | 0,030                          | -14,3                                              |                                               |                                                | Ontdekt in 2006 in de Sloan Digital Sky Survey, komt op ons af met 116 km/s                                                                     |
| 45                             | Antlia stelsel                                                                   |                                | dSph/E3                              | Luchtpomp                      | 1,15                           | -10.7                                              |                                               |                                                | Wordt niet meer tot de Lokale Groep gerekend, maar tot de naburige Antlia-Sextans Groep                                                         |
| 46                             | Sextans dwergstelsel                                                             | foto                           | dSph/E4                              | Sextant                        | 0,29                           | -10,0                                              |                                               |                                                | Roodverschuiving van de spectraallijnen toont aan, dat dit stelsel van de zon afbeweegt met 224 km/s (72 km/s van de Melkweg)                   |